# Ma'ale Adumim
Ma'ale Adumim (hebraisk: מעלה אדומים) er en israelsk bosættelse og by øst for Jerusalem på den israelsk-besatte Vestbred ved enden af Judæa-ørkenen. Den ligger indenfor grænserne af Gush Etzions regionale råd, men siden Ma'ale Adumim opnåede bystatus i 1991, har byen haft sin egen borgmester og selvstændige styre.